# Indophranta humerata
Indophranta humerata är en tvåvingeart som beskrevs av Agarwal och Kapoor 1989. Indophranta humerata ingår i släktet Indophranta och familjen borrflugor. Inga underarter finns listade i Catalogue of Life.